# San Jerónimo Norte
San Jerónimo Norte (Aussprache [san xɛˌrɔnimɔ 'nɔrtɛ]) ist eine kleine Stadt im nordöstlichen Argentinien. Die wichtigsten wirtschaftlichen Aktivitäten drehen sich um Viehzucht (Molkerei, Milchproduktion) und Landwirtschaft (Sojabohnen und Weizen). Mit weniger als 7000 Einwohnern gemäß der letzten Volkszählung (2010) ist San Jerónimo Norte eine der wichtigsten landwirtschaftlichen Kolonien in der Provinz Santa Fe, deren bis heute erhaltene Schweizer Traditionen eine Besonderheit darstellen. Im November 2018 wurde San Jerónimo Norte zur Stadt erklärt.
Die Stadt wurde 1858 von Ricardo Foster und Lorenzo Bodenmann zusammen mit anderen Auswanderern aus dem Walliser Dorf Visperterminen gegründet. Noch heute sprechen manche Einwohner neben dem Spanischen den alten Walliser Dialekt.
Haupterwerbszweig war zur Gründerzeit der Getreideanbau. Heute beruht das lokale Einkommen hauptsächlich auf der Milchwirtschaft und der Möbelindustrie.
Seit 2015 sind San Jerónimo Norte und Brig-Glis Partnerstädte.

## Wirtschaft
Die wirtschaftliche Tätigkeit basiert im Wesentlichen auf Landwirtschaft, mit Schwerpunkt auf Anbau von Sojabohnen, Weizen und Vieh, die ausschließlich der Produktion von Molkerei.

## Bevölkerung
Die Stadt hatte 2010 6466 Einwohner, was einer Steigerung von 7,12 % im Vergleich zu 6036 Einwohner bei der vorherigen Volkszählung (2001) entspricht.
Aktuelle ungefähre Einwohnerzahl (Jahr 2021): 10.000 Einwohner
| Einwohner                                      | 5.515 | 6.036 | 6.466 |
| Quelle der Nationalen Volkszählungen del INDEC |       |       |       |

## Schutzpatron
- Unsere. Mariä Himmelfahrt, Feiertag: 15. August.

## Gründung der Kommune
- 12. Juli von 1875

## Museum
- Museum Geschichte von San Jerónimo Norte Lorenzo Bodenmann, verantwortlich für die örtliche Gemeinde.

## Feste und Veranstaltungen
- Kollektivpartei 7. März
- Schweizerisches Nationales Folklorefest: 6, 7 und 8. Juni
- Provinzielles Milchfest: Expo San Jerónimo, erste Hälfte des Dezember
- Gründungsjubiläum und Patronatsfest 15. August
- Esc. Ricardo Foster School Simulationswettbewerb 2. Hälfte des Mai .ar/ (derzeit ist die Schule nicht mehr Austragungsort des Wettbewerbs).
- Movida Cultural: Bildungsprojekt, durchgeführt vom Colegio San José.
- Abteilungsbuchmesse: Bildungsprojekt der Schule 323.

## Sportvereine
- ASOC. ATHLETISCHE ABTEILUNG ITALIENISCH
- CLUB ATLÉTICO LIBERTAD (Austragungsort des internationalen Fußballturniers „El Valesanito“)
- CYCLE CLUB C. CORTONI F.M.
- ARGENTINISCHER SCHÜTZENVEREIN
- SCHÜTZENVERBAND VON SANTAFESINA
- CLUB ATLETICO UNIÓN DEPORTIVA (Bar und Gesellschaft)

## Zeitungen
- DIE WOCHE Moreno und Güemes. (derzeit nicht bearbeitet)
- „Shopping Guide“ (lokales Wirtschaftsmagazin)
- „Vendamos Hoy“ (lokales Wirtschaftsmagazin)

## Radio und Fernsehen
- FARBVIDEOKABEL (Kanal 2)
- FM 93,7 MHz – „Das Radio von San Jerónimo“.
- UKW 97,9 MHz – „UKW Genesis“.

## 150 Jahre
Am 15. August 2008 feierte San Jerónimo Norte sein 150. Bestehen. Für diese wichtige Feier wurden Reformen des Gemeindeeigentums und des Libertad-Platzes (unter anderem) vorbereitet. Es gab auch die Anwesenheit von Gruppen aus der Schweiz und der Umgebung. Die Feierlichkeiten dauerten mehrere Wochen und es wurden verschiedene Aktivitäten organisiert, die dem Gedenken an die Gründer der Stadt gewidmet waren.

## Pfarreien der Katholischen Kirche in San Jerónimo Norte
| Erzdiözese | Santa Fe de la Vera Cruz            |
| ---------- | ----------------------------------- |
| Pfarrei    | Unsere Liebe Frau Mariä Himmelfahrt |